# Hermandad del Buen Remedio (Andújar)
La Hermandad del Buen Remedio es una hermandad y cofradía de culto católico de la ciudad española de Andújar (Jaén). Su nombre completo es Hermandad y Cofradía de Nazarenos de Nuestro Padre Jesús de la Sentencia y María Santísima del Buen Remedio. Tiene su residencia canónica en la capilla del antiguo hospital. Fue fundada en 1983.

## Historia
En 1981 y en Sevilla surge el deseo de constituir en Andújar una hermandad penitencial siguiendo las directrices del modelo hispalense. Decidieron que la Titular fuera la Virgen del Buen Remedio, patrona de la orden trinitaria, debido a la vinculación de sus fundadores con las comunidades que tiene la Orden en Andújar. Esta advocación tuvo presencia en Andújar desde que los trinitarios tuvieran presencia en la ciudad a partir del siglo XIII. El 8 de octubre de 1983 queda bendecida la imagen de la Santísima Virgen en la que sería la primera residencia canónica de la Hermandad: el convento de la Limpia y Pura Concepción de MM. Trinitarias. Realizó su primera salida penitencial en la Semana Santa de 1986.
En 1988, la Hermandad cambia su residencia canónica a la capilla del antiguo hospital municipal, previa aprobación del pleno del Ayuntamiento y autorización del Obispado. En noviembre de ese año se produce el traslado.
A continuación la hermandad acomete el proyecto del paso de misterio, incorporando la imagen de Jesús de la Sentencia, donada por la familia Cañones-Montijano en 1990. Procesionó por vez primera en 1997 sobre paso del tallista Pérez Calvo, que procedía de la Hermandad de la Merced de Córdoba. Con posterioridad, se incorporan al paso de misterio las imágenes de Poncio Pilato y dos soldados romanos, lo que obligó a cambiar el paso por otro de nuevo diseño y mayores dimensiones.

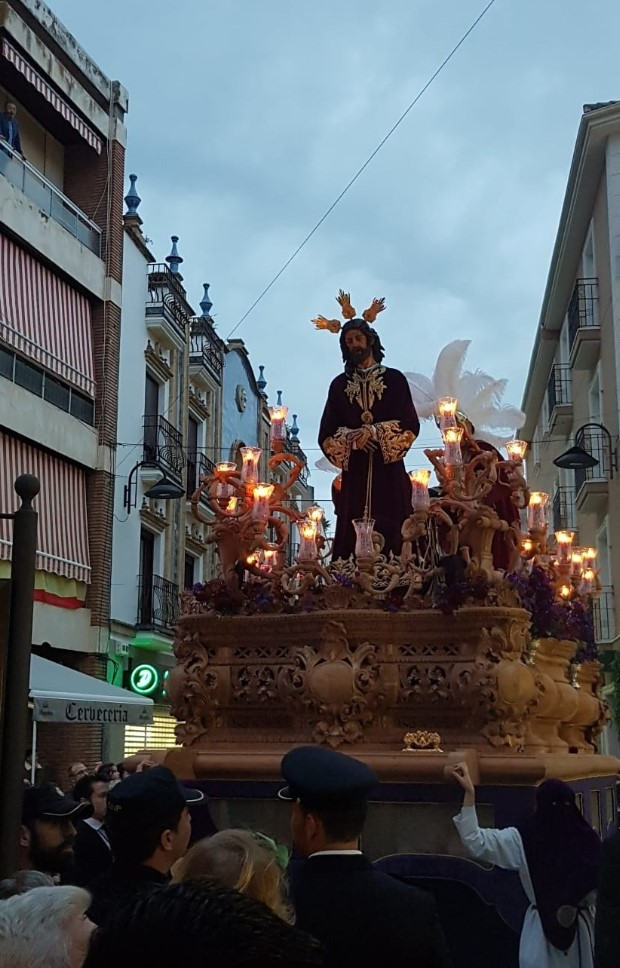
Ntro. Padre Jesús de la Sentencia, Andújar

En el año 2008 la Hermandad conmemoró su XXV aniversario con diversos actos que tuvieron como colofón la salida extraordinaria de María Santísima del Buen Remedio.
En 2021, a causa de las obras que se acometen en el edificio donde se encuentra la capilla de la Hermandad, la imagen de María Santísima del Buen Remedio es trasladada a la parroquia de Santa María en la mañana del 12 de octubre, para la celebración de su triduo anual, volviendo a su sede canónica el día 17.
Nuevamente es trasladada la imagen de la Virgen y también la del Señor de la Sentencia a Santa María el 10 de diciembre ante la renovación de las cubiertas de la capilla. En solemne procesión de traslado, vuelven definitivamente a su sede canónica en la noche del 28 de marzo de 2025.
La creación de esta hermandad supuso un revulsivo en la Semana Santa de Andújar, sobre todo en la irrupción de los pasos portados a costal y en la organización de estas corporaciones.
Celebra quinario en honor a Jesús de la Sentencia, triduo a Nuestra Señora del Buen Remedio y sabatina todos los meses. En Navidad monta belén en su capilla. También celebra las cruces de mayo en la portada de su sede canónica, con procesión infantil incluida.  Durante algún tiempo tuvo pregón y publica cartel anunciador de su estación penitencial.

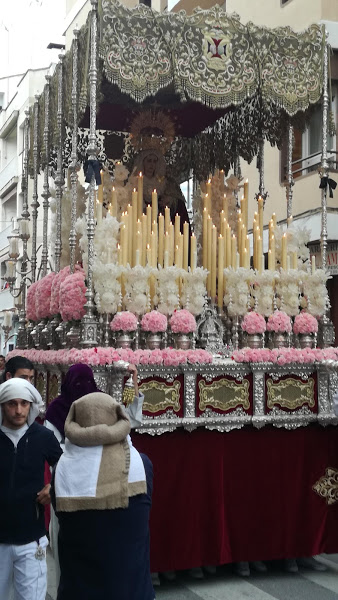
María Santísima del Buen Remedio, Andújar

## Pasos
Paso de misterio. La imagen de Nuestro Padre Jesús de la Sentencia es obra del sevillano Antonio Dubé de Luque (1987). Poncio Pilatos es de Manuel López Pérez, mientras que los dos soldados romanos son de José Ramón Navarro (2004). El paso es obra del tallista José Antonio García Flores.
Paso de palio. La imagen de María Santísima del Buen Remedio también fue tallada por Antonio Dubé de Luque (1983). Procesiona sobre paso de los talleres sevillanos Hijos de Juan Fernández. La orfebrería es de “Orfebrería Andaluza – Manuel de los Ríos”.

## Sede canónica
Capilla del antiguo hospital municipal, que antes fue casa de la Compañía de Jesús desde 1617 hasta la expulsión de los jesuitas por Carlos III.

## Traje de estatutos
Los nazarenos visten túnica de color blanco marfil, con botonadura y cíngulos morados. El antifaz, de terciopelo, es también morado y ostenta el escudo de la Cofradía, completándose la vestidura con calcetín blanco y calzado negro.

## Marchas dedicadas a la Hermandad
- "María Santísima del Buen Remedio", de Manuel Alba Rubio (1996).
- “Pasa la Virgen del Buen Remedio”, de David Gómez Ramírez  (2004).[16]
- "En tu Sentencia", de Raúl Prieto López (2004).
- "Buen Remedio y Señora", de Antonio Jesús Pareja Castilla (junio, 2014).
- “Madre del Buen Remedio”, de Jesús Morales López (estrenada por la Banda de Música Ntra. Sra. de la Amargura de la Sociedad Filarmónica de Jaén en el teatro principal de Andújar el 23 de octubre de 2021, dentro de las actividades del Otoño Cofrade).